# أوليفييه نيوكاس
أوليفييه نيوكاس (بالفرنسية: Olivier Nyokas) مواليد 28 يونيو 1988 في مونفرماي، فرنسا، هو لاعب كرة يد فرنسي يلعب كجناح أيسر. يلعب حاليا مع نادي النجمة ويحمل الرقم 6.

## سجل المنافسة
شارك في البطولات التالية:
- بطولة أوروبا لكرة اليد للرجال 2016

## روابط خارجية
- أوليفييه نيوكاس على موقع الاتحاد الأوروبي لكرة اليد (الإنجليزية)
- أوليفييه نيوكاس على موقع الاتحاد الفرنسي لكرة اليد (الفرنسية)
- أوليفييه نيوكاس على موقع أوليمبيديا (الإنجليزية)
- أوليفييه نيوكاس على موقع اللجنة الأولمبية الفرنسية (مؤرشف) (الفرنسية)